# Cereus horrispinus
Cereus horrispinus es una especie de planta suculenta perteneciente al género Cereus, dentro de la familia Cactaceae. Se distribuye desde el norte de Colombia hasta el noroeste de Venezuela. 

## Descripción

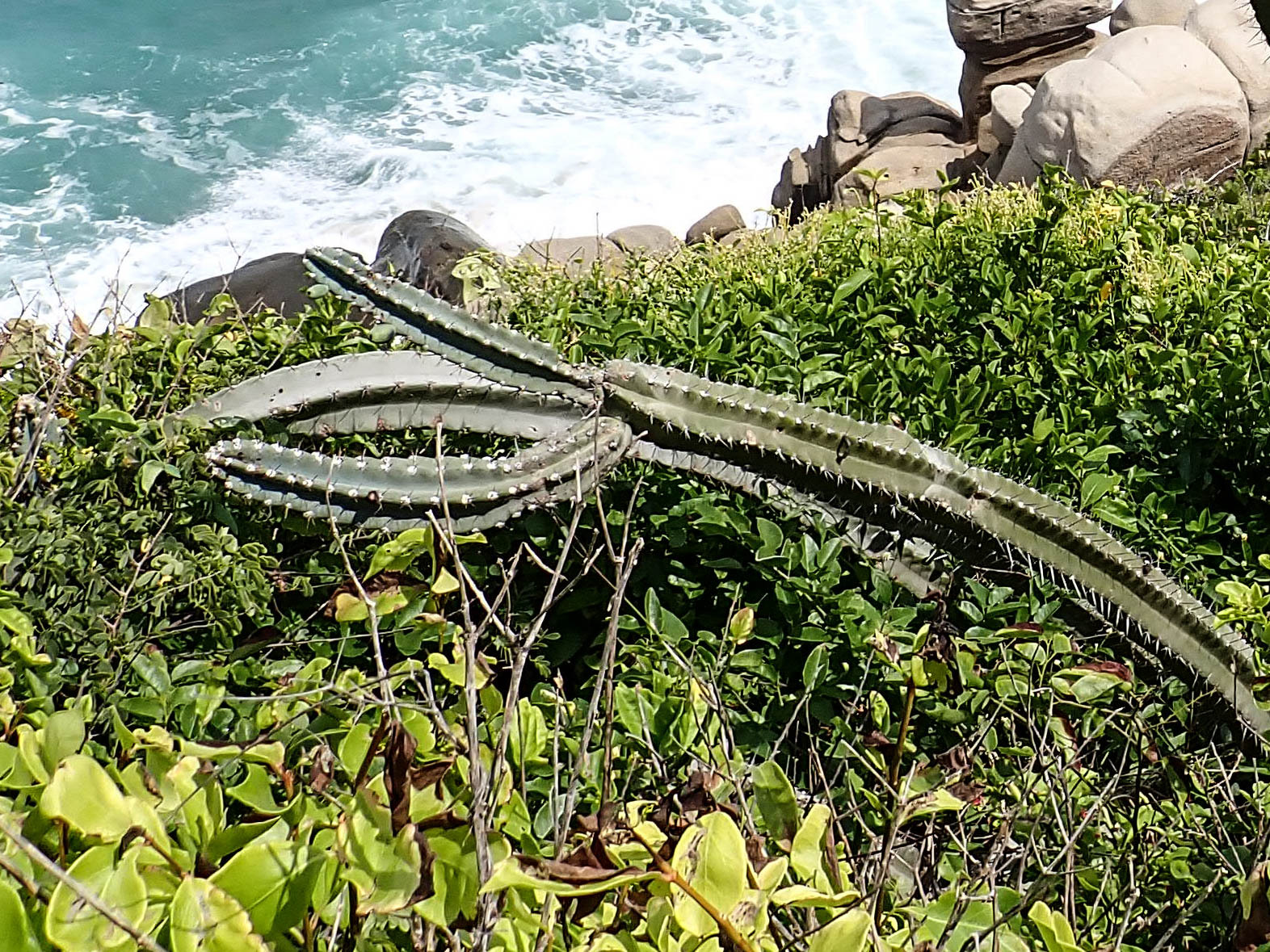
Detalle del tallo de la planta

Cereus horrispinus es una especie de cactus que crece en forma de árbol, tiene pocas ramas y alcanza alturas de hasta 5 m. Los tallos son cilíndricos, inicialmente de color azul verdoso y se vuelven verde oliva a medida que envejecen. 
Presentan de 4 a 5 costillas redondeadas sobre las que se asientan areolas alargadas muy afelpadas. En ellas, la única espina central es fuerte y apalmada, de color gris blanquecino con una base más oscura y alcanza una longitud de hasta 10 cm. Además, las 6 o 7 espinas marginales son del mismo color que la espina central y miden hasta 2,5 cm de largo.
Las flores son blancas y miden hasta 9 cm de largo. Los frutos, de forma esférica a alargada, son de color rosado.

## Distribución y hábitat

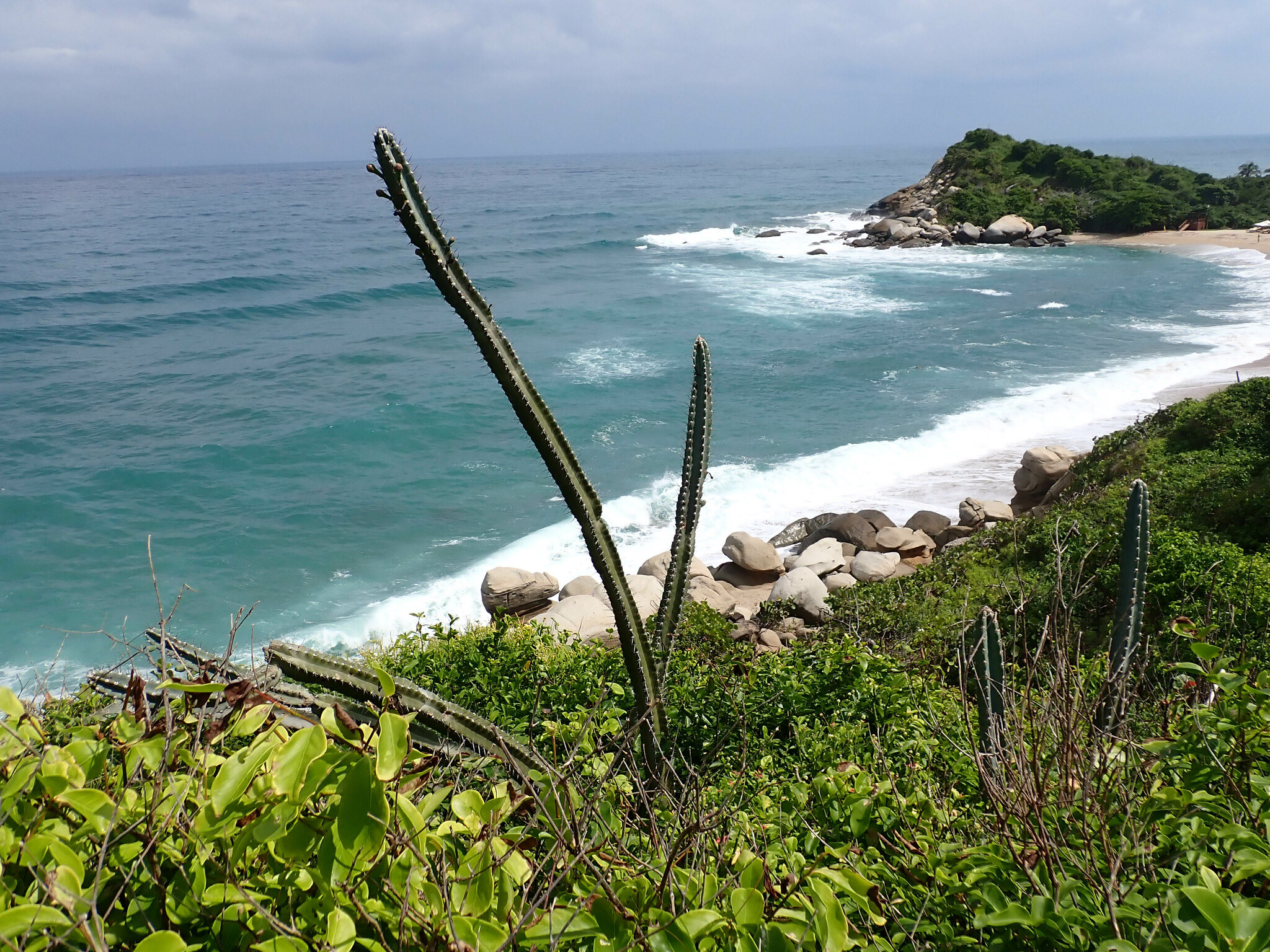
Panta en su hábitat

El área de distribución nativa de esta especie va desde el norte de Colombia hasta el noroeste de Venezuela y crece principalmente en el bioma tropical estacionalmente seco.

## Taxonomía
Cereus horrispinus fue descrita por el botánico alemán Curt Backeberg y publicada por primera vez en la revista ilustrada Monatsschrift der Deutschen Kakteen-Gesellschaft 2: 164 en 1930.
Etimología
- Cereus: nombre genérico que deriva del término latíno cereus (que se traduce como 'vela' o 'cirio'), haciendo alusión a su forma alargada perfectamente recta.[5]
- horrispinus: epíteto específico que deriva de las palabras latinas horrere (que significa 'horrible' o 'estremecerse') y spinus (que significa 'espinoso'), haciendo referencia a las espinas prominentes de la especie.[6]

## Estado de conservación
En la Lista Roja de Especies Amenazadas de la UICN, la especie está clasificada como “Casi Amenazado (NT)”.

## Usos
Se cultiva principalmente como planta ornamental y su propagación se realiza a través de esquejes o semillas.